# Quantité équivalente toxique
Pour les articles homonymes, voir TEQ.
La quantité équivalente toxique ou équivalence toxique (TEQ) (en anglais Toxic Equivalent Quantity) est, en toxicologie et en l'écotoxicologie, la toxicité d'un ensemble de dioxines différentes et/ou de congénères organochlorés proches des dioxines (dont furanes et PCB) comme s'il s'agissait de la forme la plus toxique de la dioxine, la 2,3,7,8-TCDD ; il ne s'agit de convertir des quantités en une valeur de toxicité, sachant que la toxicité des congénères individuels peuvent varier de plusieurs ordres de grandeur. L'équivalence toxique est liée au facteur d'équivalence toxique (FET/TEF) (voir ci-après).

## Utilité
Le concept de TEQ a été développé pour faciliter l'évaluation des risques et les contrôles réglementaires.
La toxicité d'un mélange complexe de congénères (dioxine-like) peut être exprimée en un seul chiffre (l'équivalent toxique, TEQ). Cette valeur est un nombre résultant du produit de la concentration et des valeurs individuelles des facteurs d'équivalence toxique (FET) de chaque congénère.
Plusieurs systèmes se sont succédé au cours des années, dont des valeurs en équivalents toxiques internationales (pour les dioxines et les furannes seulement), dits I-TEQDF, ainsi que des FET propres à certains pays. L'OMS a produit un système dit OMS-TEQDFP qui comprend aussi les PCB et qui est maintenant universellement reconnu

## Calcul
L'équivalence toxique d'un mélange est égale à la somme des concentrations (Ci) des différents composants du mélange multipliées par le facteur d'équivalence toxique (FET) de chaque composant (FETi), :

### Sources et bibliographie
- (en) Cet article est partiellement ou en totalité issu de l’article de Wikipédia en anglais intitulé « Toxic Equivalency Factor » (voir la liste des auteurs).
- ADEME, « TEQ : "Toxic Equivalent Quantity" », 28 décembre 2005 (consulté le 18 novembre 2013)